# サーブ・9-4X
9-4X（ナイン・フォー・エックス）は、GMが製造、サーブが販売していた自動車である。

## 概要
2008年1月、北米国際オートショーにてコンセプトモデルが発表された。2010年12月、ロサンゼルスオートショーにて市販モデルのデビューを発表した。
キャデラック・SRXをベースとしたSUVで、2011年2月に生産が開始されたが、同年11月にはGMが生産中止を発表。当時サーブはGM傘下を離れた後、会社更生手続きを申請し、中国企業が買収する方向で協議していたが、GM側は同車に採用されている技術が中国企業に流出するのを懸念していた。総生産台数は約800台。
サーブが販売する自動車としてメキシコにて生産された最初で最後のモデルであった。